# Johan Tornberg
Johan Tornberg (* 12. Juli 1973 in Pajala) ist ein ehemaliger schwedischer Eishockeyspieler und jetziger -trainer, der in seiner aktiven Zeit von 1990 bis 2001 unter anderem für den Brynäs IF, VIK Västerås HK und die Malmö Redhawks in der Elitserien gespielt hat.   

## Karriere
Johan Tornberg begann seine Karriere als Eishockeyspieler beim Kiruna IF, für den er von 1990 bis 1993 in der damals noch zweitklassigen Division 1 aktiv war. Anschließend erhielt der Verteidiger einen Vertrag beim amtierenden Meister Brynäs IF, für den er in den folgenden beiden Spielzeiten in der Elitserien auflief. Während der Saison 1993/94 kam er zudem parallel in der Division 1 für den Gävle HF zum Einsatz. In der Saison 1994/95 scheiterte der Linksschütze erst im Playoff-Finale mit seiner Mannschaft am HV71 Jönköping. Zur Saison 1995/96 verließ er Brynäs und spielte je drei Jahre lang für deren Ligarivalen VIK Västerås HK und Malmö Redhawks, ehe er 2001 im Alter von 28 Jahren verletzungsbedingt seine aktive Laufbahn beenden musste.
Im Anschluss an seine Karriere als Spieler arbeitete Tornberg als Nachwuchstrainer sowie Assistenztrainer der Profimannschaft seines Ex-Clubs VIK Västerås HK. Von Per Bäckman übernahm er zur Saison 2006/07 das Amt als Cheftrainer bei Västerås, verließ den Verein allerdings 2009, nachdem er und seine Familie von Anhängern des Clubs bedroht worden waren. Für verschiedene schwedische Fernsehsender arbeitet der Weltmeister von 1998 als Kommentator bei Eishockeyspielen.         

### International
Für Schweden nahm Tornberg an der Junioren-Weltmeisterschaft 1993, sowie der Weltmeisterschaft 1998 teil, wobei er bei letzterer Weltmeister wurde und das entscheidende Tor im ersten Finalspiel gegen Finnland erzielte.

## Erfolge und Auszeichnungen
- 1993 Silbermedaille bei der Junioren-Weltmeisterschaft
- 1995 Schwedischer Vizemeister mit dem Brynäs IF
- 1998 Goldmedaille bei der Weltmeisterschaft
- 2000 Elitserien All-Star Game